# Пеналва-ду-Каштелу
Пеналва-ду-Каштелу (порт. Penalva do Castelo; [:pɨ'naɫvɐ du kɐʃ'tɛlu]) — посёлок городского типа в Португалии, центр одноимённого муниципалитета в составе округа Визеу. Находится в составе крупной городской агломерации Большое Визеу. По старому административному делению входил в провинцию Бейра-Алта. Входит в экономико-статистический субрегион Дан-Лафойнш, который входит в Центральный регион. Численность населения — 2 тыс. жителей (посёлок), 9 тыс. жителей (муниципалитет) на 2001 год. Занимает площадь 135,93 км².
Праздник посёлка — 25 августа.

## Расположение
Поселок расположен в 18 км на восток от адм. центра округа города Визеу.
Муниципалитет граничит:
- на севере — муниципалитет Сатан
- на северо-востоке — муниципалитет Агиар-да-Бейра
- на востоке — муниципалитет Форнуш-де-Алгодреш
- на юге — муниципалитет Мангуалди
- на западе — муниципалитет Визеу

## История
Поселок основан в 1240 году.

## Транспорт
| Численность населения муниципалитета по годам | Численность населения муниципалитета по годам | Численность населения муниципалитета по годам | Численность населения муниципалитета по годам | Численность населения муниципалитета по годам | Численность населения муниципалитета по годам | Численность населения муниципалитета по годам | Численность населения муниципалитета по годам | Численность населения муниципалитета по годам |
| --------------------------------------------- | --------------------------------------------- | --------------------------------------------- | --------------------------------------------- | --------------------------------------------- | --------------------------------------------- | --------------------------------------------- | --------------------------------------------- | --------------------------------------------- |
| 1801                                          | 1849                                          | 1900                                          | 1930                                          | 1960                                          | 1981                                          | 1991                                          | 2001                                          | 2004                                          |
| 7778                                          | 10 475                                        | 13 742                                        | 13 404                                        | 13 686                                        | 10 172                                        | 9166                                          | 9019                                          | 8768                                          |

## Состав муниципалитета
В муниципалитет входят следующие районы:
1. Анташ
2. Каштелу-де-Пеналва
3. Эжмолфе
4. Жермил
5. Лузинде
6. Мареку
7. Матела
8. Пинду
9. Реал
10. Сезуреш
11. Транкозелуш
12. Вила-Кова-ду-Ковелу
13. Инсуа